# 布拉格堡軍事儲備用地鎮區
布拉格堡軍事儲備用地鎮區（英語：Fort Bragg Military Reservation Township）是位於美國北卡羅萊納州霍克縣的一個鎮區。

## 地方資料
布拉格堡軍事儲備用地鎮區的面積為361.04平方千米，皆為陸地。根據2020年美國人口普查的數據，當地共有人口8人，而人口密度為每平方千米0.02人。